# 東村 (広島県世羅郡)
東村（ひがしむら）は、広島県世羅郡にあった村。現在の世羅郡世羅町の一部にあたる。

## 地理
- 河川：赤星川、砂田川、山田川[2]

## 歴史
- 1889年（明治22年）4月1日、町村制の施行により、世羅郡別迫村、青近村、赤屋村が合併して村制施行し、東村が発足[1][2]。
- 1890年（明治23年）甲山警察署（現世羅警察署）東村巡査駐在所開設[2]。
- 1909年（明治42年）東村東部産業組合、東村中央産業組合設立[2]。
- 1955年（昭和30年）2月11日、世羅郡甲山町、三川村、御調郡宇津戸村と合併し、甲山町が存続して廃止された[1][2]。

## 産業
- 農業、養蚕[2]

## 教育
- 1901年（明治34年）東尋常小学校校舎新築[2]。1915年（大正4年）東尋常高等小学校に東村農業補習学校併置[2]。